# Tuncay Şanlı
Tuncay Şanlı (IPA: [tundʒaj ʃanlɯ]), közismertebb nevén Tuncay (Adapazarı, 1982. január 16. –) török labdarúgó, a Bursaspor játékosa. Általában csatár és középpályás pozíciókban játszik.

## Karrier

### Fenerbahçe
Tuncay 2002-ben igazolt a Fenerbahçéhoz, ahol több rekordot is tart. 2004-ben ő lett az első olyan török játékos, akinek UEFA Bajnokok Ligája-mérkőzésen sikerült mesterhármast rúgnia; a Manchester United elleni mérkőzésen (a végeredmény 3-0 volt a Fenerbahçe javára) Tuncay a második labdarúgó, akinek Európában sikerült mesterhármast rúgnia a Manchester United ellen, az első a brazil Ronaldo volt a Real Madrid színeiben.

### Middlesbrough
2007. június 13-án a Middlesbrough FC bejelentette, hogy leigazolta Tuncayt a klubhoz. Az első tizenkét meccsen nem sikerült gólt szereznie, az első gólt a Middlesbrough színeiben a 2007. december 1-jén a Reading elleni meccsen rúgta.

## Külső hivatkozások
- Hivatalos rajongói klub